# Ghenadie Olexici
Ghenadie Olexici (ur. 23 sierpnia 1978 w Kiszyniowie) – mołdawski piłkarz występujący na pozycji obrońcy.

## Kariera klubowa
Olexici karierę rozpoczynał w 1995 roku w zespole MHM-93 Kiszyniów, grającym w pierwszej lidze mołdawskiej. Występował tam do 1997 roku. W 1998 roku został zawodnikiem klubu Zimbru Kiszyniów. Dwukrotnie wywalczył z nim mistrzostwo Mołdawii (1999, 2000), dwukrotnie wicemistrzostwo Mołdawii (2001, 2003), a także raz Puchar Mołdawii (2003).
W 2004 roku Olexici przeszedł do rosyjskiego Amkaru Perm. W Priemjer-Lidze zadebiutował 21 marca 2004 w zremisowanym 0:0 meczu z Lokomotiwem Moskwa. Graczem Amkaru był przez trzy sezony. W 2007 roku wrócił do Zimbru Kiszyniów, a w 2008 roku został zawodnikiem rosyjskiego Szynnika Jarosław. W tym samym roku spadł z nim pierwszej ligi do drugiej. W Szynniku występował do 2009 roku. Następnie, w sezonie 2010/2011 grał w mołdawskiej drużynie Milsami Orgiejów. W 2011 roku zakończył tam karierę.

## Kariera reprezentacyjna
W reprezentacji Mołdawii Olexici zadebiutował 15 sierpnia 2001 w przegranym 0:3 towarzyskim meczu z Portugalią. W latach 2001–2007 w drużynie narodowej rozegrał 42 spotkania.